# Tat'jana Petrovna Nikolaeva
Tat'jana Petrovna Nikolaeva (in russo Татьяна Петровна Николаева?; Bežica, 4 maggio 1924 – San Francisco, 22 novembre 1993) è stata una pianista e compositrice sovietica, attiva anche a lungo come insegnante di pianoforte.

## Biografia
Nikolaeva iniziò lo studio del pianoforte all'età di tre anni, successivamente entrò al Conservatorio di Mosca, dove studiò con Aleksandr Gol'denvejzer ed Evgenij Golubev, diplomandosi nel 1948.
Nel 1950 salì alla ribalta grazie al primo premio vinto nel concorso pianistico internazionale di Lipsia nell'ambito delle celebrazioni per il bicentenario della morte di Johann Sebastian Bach. La Nikolaeva fece scalpore perché, invece di proporre un solo preludio e fuga del Clavicembalo ben temperato, come richiesto dal programma del concorso, li presentò tutti e 48, facendo scegliere alla giuria quello da eseguire. Inoltre, fatto che si rivelò in seguito ancor più importante, al concorso conobbe Dmitrij Šostakovič, con il quale mantenne un'amicizia duratura, che tra l'altro ispirò i Ventiquattro preludi e fughe del compositore, dedicati alla pianista.
Nel 1959 la Nikolaeva divenne insegnante al Conservatorio di Mosca, ottenendo in seguito la cattedra nel 1965. Sono oltre 50 le incisioni registrate durante la sua carriera, principalmente opere per strumenti a tastiera di Bach, tra cui l'Arte della Fuga, e di Beethoven, ma la sua fama nel mondo occidentale si diffuse quando l'artista era già avanti negli anni. Con la fine dell'URSS numerosi furono gli inviti e le richieste per tour internazionali e concerti che la videro presente in Europa e in America.
La sua terza incisione dei Ventiquattro preludi e fughe vinse il premio Gramophone award del 1991 per la categoria strumentale. Il 13 novembre 1993, suonando la stessa opera in un concerto a San Francisco, Tat'jana Nikolaeva fu colpita da un'emorragia cerebrale che le impedì di portare a termine l'esecuzione. Morì nove giorni dopo, il 22 novembre.
Uno dei suoi ultimi allievi è Nikolaj Luganskij, che studiò con la Nikolaeva dal 1985 e spesso suonò con lei in concerto brani per due pianoforti.